# Juan Serrano Oteiza
Juan Serrano Oteiza, parfois aussi appelé Juan Serrano y Oteyza, né à Madrid le 6 mai 1837 et mort dans la même ville le 26 mars 1886, est un juriste et écrivain  espagnol, considéré comme l'un des premiers intellectuels anarchistes espagnols.

## Biographie
Formé par son père à la fabrication d'éventails, il se consacre essentiellement aux activités militantes et à la publicité. Même s'il existe des doutes quant à son statut de notaire, il a laissé un certain nombre d'écrits de caractère juridique. 
Issu du républicanisme fédéraliste comme la plupart des précurseurs du mouvement libertaire en Espagne, il figure parmi les premiers propagateurs des idées proudhonienne dans ce pays. Dans sa jeunesse, il appartient à la société La Velada, particulièrement persécutée par les gouvernements d' Isabelle II, ce qui le conduit à l'exil temporaire à Valence et Barcelone. Lors de la fusion de cette organisation au sein du Fomento de las Artes, il fait partie de la direction de ce mouvement et en devient le premier secrétaire. Il y rencontre Anselmo Lorenzo et contribue à une large diffusion de des idées de ce dernier auprès des autres membres de l'organisation, en particulier auprès de celui qui deviendrait son gendre, Ricardo Mella.
En 1869, il appartient à la section de Madrid de l'Association internationale des travailleurs (Première Internationale), devenant son représentant au sein de divers congrès entre 1882 et 1885. En 1882, son intervention pour la défense du collectivisme et pour l'existence officielle de la Fédération contre les thèses de ceux qui soutiennent une politique insurrectionnelle.
Dans son activité de propagande, il crée plusieurs journaux. En 1872, il fonde, avec Tomás González Morago, El condenado, puis La Revista social, une publication considérée comme le porte-parole de la FTRE et dont il est le directeur entre 1881 et 1884.
Il écrit abondamment, non seulement sur les questions sociales, mais aussi sur des sujets juridiques. Il aborde également la littérature, en particulier le théâtre, mais est remarqué par une œuvre utopique, Pensativo, qui bénéfiocie d'une large diffusion et est primé du Primer Certamén Socialista à Reus en 1885,.

## Œuvre

### Journalisme
Juan Serrano Oteiza a collaboré aux titres suivants :
- El Condenado
- La Revista Social
- La Fraternidad
- El Orden
- La Silber
- La Voz de la Juventud

### Juridique
- Gaceta de Registradores y Notarios
- Anuario del Legislador Español
- Revista general de legislación y jurisprudencia
- Manual arancelario (1878)
- Diccionario de la jurisprudencia administrativa, hipotecaria y notarial (1880)

### Littérature
- Cuadros sociales.
- Cupido sin alas.
- Dos mujeres.
- Historia de unas mujeres.
- Miserias de la riqueza.
- Odios políticos.
- El poeta y el mundo.
- La Quinta.
- Quien bien te quiere.
- El problema constituyente (1873).
- El pecado de Caín (1878).
- Almanaque para 1883. Biblioteca del proletariado (1882).
- Moral del progreso o la religión natural (1884).
- Pensativo (1885)[8].

### Notices
- (es) Miguel Iñiguez, Esbozo de una Enciclopedia histórica del anarquismo español, Fundación de Estudios Libertarios Anselmo Lorenzo, Madrid, 2001, page 569.